# ۱۱۰۴ (قمری)
۱۱۰۴ (قمری)، هزار و صد و چهارمین سال در گاهشماری هجری قمری است. اول محرم این سال برابر با دوازدهم سپتامبر سال ۱۶۹۲ میلادی است.

## درگذشتگان
- شیخ حُرّ عاملی، از علمای قرن ۱۱ قمری شیعه.